# Reacción Agostini
Reacción Agostini es el nombre de un examen simplificado para la presencia de glucosa en la orina humana.
El método consiste en preparar una solución de cloruro de sodio y óxido de potasio, y agregó que la muestra sea investigado. Si la glucosa está presente, la solución se vuelve roja.